# ENIGMA
ENIGMA (European Numbers Information Gathering and Monitoring Association, dalla lingua inglese associazione europea per la raccolta di informazioni e il monitoraggio delle numbers station) era un'associazione di radioascolto in onde corte. Il gruppo, senza scopo di lucro, aveva lo scopo di comprendere più approfonditamente la natura di alcune trasmissioni di origine sconosciuta, in particolare delle numbers station.
Al gruppo ENIGMA si deve la gran parte delle informazioni raccolte sulle numbers station fino ad oggi, nonché su altre trasmissioni misteriose come i letter beacon. Inoltre il gruppo ha classificato molte di queste trasmissioni, identificandole con codici alfanumerici oggi ampiamente utilizzati dagli appassionati di radioascolto.
Il gruppo ENIGMA ha cessato di pubblicare le sue newsletter dall'ottobre 2000, sebbene abbia continuato un'attività per la rivista Short Wave Magazine. Alcuni membri hanno tuttavia fondato un nuovo gruppo, chiamato ENIGMA2000, coordinato via Internet.

## Storia
Il gruppo ENIGMA è stato fondato nel 1993 da un appassionato di numbers station dello Yorkshire (nord Inghilterra), Chris Midgley, affiancato da un altro appassionato, Mike Gaufman; iniziando ben presto ad attirare altre persone interessate.
ENIGMA ha pubblicato il primo bollettino in forma cartacea nello stesso anno, costituito da sei pagine di informazioni sulle attività delle stazioni, quando i membri erano ancora relativamente pochi. Successivamente ha cominciato a pubblicare rapporti completi contenenti le stazioni ascoltate, le loro caratteristiche e procedure di trasmissione, nonché svariati articoli originali e monografie su singole stazioni o specifici argomenti.
Sono stati pubblicati anche due ampi opuscoli (novembre 1998 e giugno 1999) contenenti tutte le informazioni raccolte tramite il lavoro di ENIGMA, tra le quali la classificazione, il raggruppamento, le frequenze di trasmissione e un'ampia varietà di dati sulle numbers station e le altre trasmissioni di origine incerta.
Il fondatore Chris Midgley, nell'estate 2000, ha lasciato il gruppo poiché non era più in grado di sostenere l'impegno derivante dal suo ruolo; nell'ottobre dello stesso anno, anche Mike Gaufman, nonostante avesse cercato di proseguire, si è ritirato, decretando lo scioglimento del gruppo ENIGMA con un ultimo bollettino.

## Classificazione ENIGMA
Come detto sopra, il contributo di ENIGMA al riconoscimento e alla classificazione delle trasmissioni misteriose è stato fondamentale.
Inizialmente, i nominativi con i quali ci si riferiva alle stazioni erano i nomi che gli appassionati di radioascolto avevano assegnato ad esse come Lincolnshire Poacher, Magnetic Fields, Atenciòn. Dal sesto bollettino (agosto 1994) il gruppo ha iniziato a classificare sistematicamente le stazioni in Morse con un codice identificativo costituito dalla lettera M seguita da un numero univoco. La classificazione si è fatta successivamente più precisa, estendendosi anche alle numbers station in fonia, designandole tramite una lettera (indicante la lingua della stazione) seguita da un numero univoco. Per classificare trasmissioni, in diverse lingue e formati, riconducibili alla medesima stazione, vennero definite delle famiglie.